# Pavel Chéïn
Pavel Vassiliévitch Cheïn (ou : Shein, Sheyn, Szejn ; en russe : Павел Васильевич Шейн, en biélorusse : Павел Васільевіч Шэйн), né en 1826 à Moguilev (actuelle Biélorussie, alors dans l'Empire russe), mort le 14 août 1900 (27 août dans le calendrier grégorien) à Riga (Lettonie), est un ethnographe, linguiste, folkloriste, spécialiste des traditions et dialectes de la région nord-ouest de la Russie.

## Biographie
Né à Moguilev dans la famille du commerçant juif Mofit Cheïn, Pavel est de constitution délicate et contracte dès l'enfance plusieurs maladies graves dont il gardera les séquelles toute sa vie. Sa santé ne lui permettra pas de terminer l'école juive et l'obligera à étudier par lui-même. Il s'intéresse à l'hébreu ancien. En 1843, son père le place en traitement dans un hôpital de Moscou et reste à ses côtés pour lui préparer de la nourriture cachère. Au cours des trois ans qu'il passe dans cet établissement, avec l'aide du personnel, il apprend le russe et l'allemand, et écrit ses premiers poèmes en yiddish. Il se tourne vers le luthéranisme, ce qui le détachera pour toujours de sa famille et de son milieu ; il est baptisé à 22 ans. Entré à la section des orphelins de l'école luthérienne de Saint Michel, il y réussit si bien qu'il pourra par la suite y enseigner lui-même le russe.
Sa rencontre avec le professeur Fiodor Miller (ru) donne un nouvel élan à son intérêt pour la culture. Il rejoint le cercle moscovite des écrivains et artistes (Fiodor Glinka et sa femme Avdotia, Mikhaïl Dmitriev (ru), Semion Raïtch, Nikolaï Ramazanov, Mikhaïl Avdeïev (ru)... ; ainsi que la comtesse Ievdokia Rostoptchina, dont l'œuvre produira sur lui une forte impression), puis entre en contact avec Stepan Chevyriov, Constantin Aksakov et Alexeï Khomiakov, qui lui apprennent à apprécier les œuvres populaires. Ces relations s'interrompent de 1851 à 1860 en raison d'un voyage de Cheïn dans le centre de la Russie. Il y travaille comme répétiteur (ce qui lui aurait permis de visiter également Berlin, où il aurait rencontré Jacob Grimm), entre en contact avec des paysans, et se met à collecter lui-même des chansons, d'abord dans le gouvernement de Simbirsk. Son premier ouvrage, publié en 1859, s'intitule Bylines et chansons russes populaires et lui vaudra l'approbation d'Alexandre Afanassiev.
Suit une période d'errance au cours de laquelle il affronte de nombreuses difficultés matérielles et familiales. Il enseigne dans diverses écoles de district puis dans des lycées, à Moscou et dans ses alentours. Simultanément, il récolte du matériau ethnographique ; il travaille presque seul, ne percevant que de petites subventions de l'Académie des sciences (il collabore à partir de 1871 à la Société russe de géographie), et plus tard une pension du Ministère des finances. Au cours des années 1890, il est assisté dans sa tâche de collecte par des correspondants, surtout enseignants, comme A. Bogdanovitch, E. Karsky, Iou. Kratchkovsky, Ia. Loutchina. De 1876 à 1900, il publie notes et articles dans la Revue ethnographique de V. Miller.
En 1874, il se voit décerner le prix Ouvarov pour son recueil Chansons populaires biélorusses, qui lui avait déjà valu l'année précédente la petite médaille d'or de la Société de géographie, alors que le recueil était encore à l'état de manuscrit.
Il prend sa retraite en 1881 et s'installe à Saint-Pétersbourg. À partir de 1886, il participe à la rédaction du Dictionnaire académique de la langue russe littéraire, dans le domaine de la phraséologie populaire. À un âge déjà avancé, il fait la connaissance d'une couturière russe, Praskovia Antipovna Vinogradova, de 30 ans sa cadette, qui lui donnera une fille, mais qui mourra d'un cancer en 1897.
Décédé en août 1900 à l'hôpital de la ville de Riga, où il se soignait en bordure de la mer Baltique, il est enterré au cimetière allemand de cette ville.

## Postérité

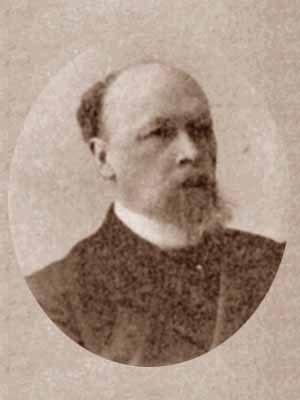
Vsevolod Miller

Vsevolod Miller a publié dans la Revue ethnographique une biographie détaillée de Cheïn, assortie d'un portrait et d'une liste compilée de ses œuvres, établie par A. Grouzinsky.
Selon Berdnikov, on doit à Cheïn la retranscription de plus de 2 500 chansons populaires biélorusses, 3 000 chansons russes, environ 300 contes et légendes, ainsi qu'un grand nombre de proverbes, charmes et autres éléments du folklore slave oriental.
Les recueils de Cheïn se distinguent par leur clarté et leur aspect systématique. Divers écrivains et artistes les ont utilisés, tels Nikolaï Nekrassov, Alexandre Ostrovski, Pavel Melnikov ou encore les compositeurs Modeste Moussorgski et Igor Stravinsky.

## Œuvres
- (ru) Русские народные песни (Chansons populaires russes), 1870
- (ru + be) Белорусские народные песни (Chansons populaires biélorusses), 1874
- (ru) Крепостное право в народных песнях. Из собрания П. В. Шейна (Le servage dans les chansons populaires, dans l'œuvre de P.V. Cheïn) // Rousskaïa Starina, 1886. — Т. 49. — no 2. — p. 483–492 ; — n° 3. — pp. 667—678.
- (ru) Материалы для изучения быта и языка русского населения Северо-западного края (Matériaux pour l'étude des coutumes et de la langue de la population du nord-ouest russe) (t. 1‒3, 1887‒1902)
- (ru) Великорус в своих песнях, обрядах, обычаях, верованиях, сказках, легендах и т.п. (La Grande-Russie à travers ses chansons, fêtes, coutumes, croyances, contes, légendes etc.) (t. 1, vol. 1‒2, 1898‒1900)